# Lindenberg (Pfalz)
Lindenberg település Németországban, Rajna-vidék-Pfalz tartományban. Lakosainak száma 1154 fő (2023. december 31.).

## Népesség
A település népességének változása:
| Lakosok száma | 1365 | 1102 | 1095 | 1087 | 1108 | 1154 |
|               | 1975 | 2017 | 2019 | 2021 | 2022 | 2023 |